# Fördolde Gud, som tronar i det höga
Fördolde Gud, som tronar i det höga är en psalm med text skriven 1714 av Johann Eusebius Schmidt och redigerad 1927 av Carl Hasselberg. Musik är skriven 1937 av David Wikander.

## Publicerad i
- Den svenska psalmboken 1986 som nr 570 under rubriken "Vaksamhet – kamp – prövning".